# Hope (låt)
Hope är en låt av den estnisk-armeniska sångaren Stefan Airapetjan. Låten representerade Estland i Eurovision Song Contest 2022 efter att ha vunnit den estniska uttagningen Eesti Laul. Enligt Stefan handlar sången om evigt, aldrig sinande hopp.

## Eurovision Song Contest
För fjortonde gången arrangerade det estniska sändningsföretaget, ERR, tävlingen Eesti Laul för att välja ut sitt tävlingsbidrag till Eurovision Song Contest 2022 i Turin. Intresserade artister och låtskrivare kunde skicka in sina bidrag mellan den 2 september 2021 och den 20 oktober 2021. Tävlingens format inkluderade fyra kvartsfinaler som hölls den 20 november, 27 november, 4 december och 11 december 2021, två semifinaler som hölls den 3 och 5 februari 2022 och en final som avgjordes den 12 februari 2022. Stefan tävlade i den tredje kvartsfinalen och gick där vidare till den andra semifinalen. Låten tog sig vidare till finalen där den fick flest röster och vann.
Stefan framförde "Hope" i den andra semifinalen som hölls den 12 maj 2022. Låten kom på femte plats och gick därmed vidare till finalen. "Hope" slutade på trettonde plats i finalen med 141 poäng.